# Поздеевы
Поздеевы — дворянский род.
Восходит к началу XVI века и представители рода жалованы поместьями (1509).
Другой род Поздеевых, восходящий к началу XVII века, внесён в VI часть родословной книги Псковской губернии
Донской казачий род Поздеевых восходит к началу XVIII века, когда члены его уже были войсковыми старшинами.

## История рода
Дьяк Марк Иванович Поздеев подписал грамоту об избрании на престол Михаила Фёдоровича (1618), ездил в Англию (1616), был дьяком при воеводах в Астрахани, за злоупотребления, вызвавшие ссору с крымским ханом, подвергся царской опале с отобранием вотчин и поместий, позже был вновь дьяком московского Судного и Разбойного приказов.
Богдан Поздеев был при царе Михаиле дьяком Разбойного и Печатного приказов. В XVII веке многие Поздеевы служили стольниками и стряпчими. Полковник Осип Алексеевич Поздеев (ок. 1742—1820) был известным масоном.
Этот род Поздеевых, внесённый в VI часть дворянской родословной книги Московской губернии, пресекся во второй половине XIX века, и фамилия его передана Шубиным.

## Шубины-Поздеевы
Император Александр II, 23 октября 1879 года. Высочайше соизволить разрешил вдове ротмистра Любови Шубиной и её младшему сыну, тайному советнику Дмитрию Шубину, присоединить к своей фамилии и гербу, фамилию и герб Поздеевых и именоваться Шубиными-Поздеевыми, с тем, чтобы в нисходящем потомстве Дмитрия Шубина фамилия Поздеевых переходила всегда к одному только старшему в роду.
Николай Дмитриевич Шубин-Поздеев состоял Санкт-Петербургским уездным предводителем дворянства и гласным Санкт-Петербургской городской думы.

## Описание гербов

#### Герб. Часть IV. № 52.
Герб рода Поздеевых: щит разделён горизонтально на две части, из которых в верхней, пространной части, в красном поле, перпендикулярно поставлен золотой меч, а в нижней части, в голубом поле, серебряная подкова, шипами обращённая вверх. Щит увенчан обыкновенным дворянским шлемом с дворянской на нём короной. Намёт на щите голубой, подложен серебром.

#### Герб. Часть XI. стр. 55.
Герб полковника Ивана Поздеева:  щит полурассечен и пересечен. В первом лазуревом поле накрест сабля острием вверх и пистолет, над ними золотая шестиконечная звезда, под ними серебряный полумесяц рогами вправо. Во втором серебряном поле лев на задних лапах вправо, держащий в лапе булаву. В третьем нижнем золотом поле всадник в казацкой одежде, скачущий вправо с пикой. Над щитом дворянский коронованный шлем с тремя страусовыми перьями. Между перьев рука в чёрной одежде с пистолетом. Намёт: лазуревый, подложенный серебром и золотом.
Дата пожалования: 27 мая 1835 года.

#### Герб. Часть XIII. № 50.
Герб рода Дмитрия Шубина-Поздеева: щит дважды рассеченный и один раз пересеченный, с малым щитком в середине. В первой, золотой части, зеленая боярская шуба на собольем меху. Во второй зеленой части скошенно вправо серебряный изогнутый меч острием вниз. В третьей червленой части золотой меч вниз. В четвертой, лазуревой части крестообразно золотой лук и серебряная стрела влево. В пятой, серебряной части чёрный орел с червлеными глазами и языком, коронованный княжеской короной, держащий в правой лапе золотой скипетр, в левой золотую державу. В шестой, лазуревой части серебряная подкова шипами вверх. В малом щитке в червлёном поле серебряный полумесяц вверх, над ним золотая шестиконечная звезда. Над щитом два дворянских коронованных шлема. Нашлемники: правого шлема — три страусовых пера, из коих среднее — червлёное, на нем серебряный полумесяц вверх, над ним золотая шестиконечная звезда, а крайние — серебряные; второго шлема — три страусовых пера, из коих среднее — червленое, на нем вертикально, острием вниз золотой меч, два крайних — лазуревые, на каждом по серебряной подкове шипами вверх. Намёт: обоих шлемов — червленый с золотом. Щитодержатели: два древних русских воина в серебряном вооружении, держащие каждый по серебряному бердышу на зеленом древке.

## Известные представители
- Поздеевы: Иван и Богдан — дьяки (1627).
- Поздеевы: Фёдор и Иван Марковичи — московские дворяне (1640-1658).
- Поздеев Матвей Иванович — московский дворянин (1658-1677).
- Поздеев Матвей Маркович — стряпчий (1661).
- Поздеев Борис Иванович — стряпчий (1683-1692).
- Поздеев Василий Борисович — стольник царицы Евдокии Фёдоровны (1692).
- Поздеевы: Григорий Богданович, Михаил и Василий Матвеевичи, Михаил Матвеевич (меньшой) — стольники (1686-1692)[10].